# Zbigniew Kozak
Zbigniew Ryszard Kozak (ur. 3 kwietnia 1961 w Gdyni) – polski polityk, inżynier elektryk, poseł na Sejm RP V i VI kadencji.

## Życiorys
Ukończył studia na Wydziale Elektrotechniki i Automatyki Politechniki Gdańskiej oraz na Wydziale Nauk Społecznych Uniwersytetu Gdańskiego. Od 1993 pracował w firmach informatycznych.
Został członkiem stowarzyszenia KoLiber, Towarzystwa Opieki nad Zwierzętami w Gdyni oraz sekretarzem zarządu Stowarzyszenia mPolska.
W 1993 wstąpił do Unii Polityki Realnej. Był m.in. prezesem okręgu pomorskiego i członkiem rady głównej tej partii. W 1997 z jej listy bezskutecznie kandydował do Sejmu. W 2001 w ramach porozumienia wyborczego kandydował do tej izby z listy Platformy Obywatelskiej. W 2002 startował do rady miasta Gdyni z ramienia lokalnego komitetu. W 2004 przystąpił do Prawa i Sprawiedliwości, był pełnomocnikiem tego ugrupowania w Gdyni. W 2005 z listy PiS został wybrany na posła V kadencji w okręgu gdyńsko-słupskim. Rok później kandydował na urząd prezydenta miasta; uzyskał 7,49% głosów. W wyborach parlamentarnych w 2007 po raz drugi uzyskał mandat poselski, otrzymując 9608 głosów. W wyborach samorządowych w 2010 ubiegał się o urząd prezydenta Starogardu Gdańskiego. W 2011 nie uzyskał poselskiej reelekcji.

## Wyniki w wyborach ogólnopolskich
| Wybory | Komitet wyborczy  | Komitet wyborczy              | Organ             | Okręg        | Wynik        |
| ------ | ----------------- | ----------------------------- | ----------------- | ------------ | ------------ |
| 1997   |                   | Unia Prawicy Rzeczypospolitej | Sejm III kadencji | nr 11        | 199 (0,03%)  |
| 2001   |                   | Platforma Obywatelska         | Sejm IV kadencji  | nr 25        | 1550 (4,28%) |
| 2005   |                   | Prawo i Sprawiedliwość        | Sejm V kadencji   | nr 26        | 7901 (2,14%) |
| 2007   | Sejm VI kadencji  | Prawo i Sprawiedliwość        | nr 26             | 9608 (1,91%) |              |
| 2011   | Sejm VII kadencji | Prawo i Sprawiedliwość        | nr 26             | 8437 (1,86%) |              |